# Slavko Obadov
Slavko Obadov (* 12. Juli 1948 in Zemun, Belgrad) ist ein ehemaliger jugoslawischer Judoka, der dreimal an Olympischen Spielen teilnahm. 1976 gewann er eine Bronzemedaille im Mittelgewicht.
Obadov war 1966 jugoslawischer Kadettenmeister. 1968 erkämpfte er den ersten Meistertitel in der Erwachsenenklasse. 1969 siegte er im Halbmittelgewicht bei den Junioreneuropameisterschaften. Im gleichen Jahr belegte er den siebten Platz bei den Judo-Weltmeisterschaften 1969, nachdem er im Viertelfinale gegen den späteren Weltmeister Hiroshi Minatoya verloren hatte. Bei den Olympischen Spielen 1972 gewann er im Mittelgewicht seine ersten zwei Kämpfe und unterlag dann gegen Guram Gogolauri aus der Sowjetunion.
1975 gewann Obadov mit der jugoslawischen Mannschaft die Bronzemedaille bei den Mannschaftseuropameisterschaften. Bei den Olympischen Spielen 1976 in Montreal gewann er seine ersten drei Kämpfe, im Halbfinale verlor er gegen den sowjetischen Judoka Waleri Dwoinikow. Den Kampf um Bronze gewann Obadow gegen den Spanier José Luis de Frutos.
Bei den Europameisterschaften 1979 erreichte Obadov das Mittelgewichtsfinale, unterlag dort aber gegen den Schweizer Jürg Röthlisberger. Im gleichen Jahr siegte Obadov bei den Mittelmeerspielen. Beim olympischen Turnier 1980 in Moskau gewann er seinen ersten Kampf, schied dann aber gegen Aleksandrs Jackēvičs aus der Sowjetunion aus.

## Jugoslawische Meistertitel
Obadov gewann insgesamt 13 jugoslawische Meistertitel. Da sich die Gewichtseinteilungen in den 1970er Jahren änderten, sind die Gewichtsbeschränkungen angegeben.
- bis 70 kg: 1968, 1969, 1970 (Halbmittelgewicht)
- bis 80 kg: 1971, 1973, 1975, 1976 (Mittelgewicht)
- bis 86 kg: 1978, 1979, 1980 (Mittelgewicht)
- über 95 kg: 1977 (Schwergewicht)
- offene Klasse: 1975, 1981